# Vierbandzandhoen
Het vierbandzandhoen (Pterocles quadricinctus) is een vogel uit de familie van de zandhoenders (Pteroclididae).

## Kenmerken
De vogel is gemiddeld 25 cm lang. Het is een klein soort zandhoen, het mannetje heeft zoals de naam aangeeft een vierkleurige borstband, een smalle kastanjebruine, vervolgens nog smallere zwarte band, dan een wat bredere roomkleurige band die weer wordt afgezoomd met een smalle donkere band. Op de kop zitten afwisselend witte en zwarte vlekken. Het vrouwtje is warmbruin met zwarte en donkerbruine strepen. De staart is relatief kort en afgerond. Deze soort is het meest verwant met het Lichtensteins zandhoen (P. lichtensteinii), Indisch zandhoen (P. indicus) en dubbelbandzandhoen (P. bicinctus).

## Verspreiding en leefgebied
Deze soort komt voor in Afrika, met name van Senegal en Gambia tot Eritrea, Ethiopië en westelijk Kenia. Het leefgebied is het typische landschap van de Sahel, dat zijn droge, een beetje beboste savannegebieden afgewisseld met akkerland van de droge klimaatzone. Dit hoen vermijdt uitgesproken woestijnen en heeft een voorkeur voor stenige bodems met klei.

## Status
De grootte van de wereldpopulatie is niet gekwantificeerd. De soort is algemeen in geschikt habitat. Men veronderstelt dat de soort in aantal stabiel is. Om deze redenen staat het vierbandzandhoen als niet bedreigd op de Rode Lijst van de IUCN.